# Cataegis meroglypta
Cataegis meroglypta là một loài ốc biển, là động vật thân mềm chân bụng sống ở biển thuộc họ Chilodontidae.